# シムーン
シムーン（英: Simoom）は、中近東地域（アラブ西部・アフリカ北部）の砂漠で発生する、熱風を伴う砂嵐現象である。Simoon、またはSamielと書かれることもある。

## 概要
シムーンは、中近東地域、すなわちサハラ砂漠、パレスチナ、ヨルダン、シリア、その他アラブ地域の砂漠に吹く、強くて乾燥した、塵で一杯の砂嵐である。温度は54℃を超えることがあり、また湿度は10%を切ることがある。砂嵐は竜巻のような形になり、たくさんの塵と砂を巻き上げながら移動し、人間や動物を窒息させてしまうほどの影響をもたらす。
シムーンという名前は「毒の風」を意味する。上記の致命的な理由に加えて、熱風が汗を乾燥させてしまうほどの高温をもたらすため、熱射病を起こすこともあるからである。
この地域の民族が、ターバンや外套を着て、日中はテントに留まる理由の一つには、シムーンが突然発生することが多いという事情がある。外にいる際にはうつぶせにならない限り、窒息してしまう可能性が非常に高い。
シムーンは概ね6月15日から8月15日までの間に起こる。中でもたいへん暴力的なものは、轟音とともに非常な悪影響を及ぼし、発生した場所のあらゆる生物を殺してしまう。この砂嵐が引き起こす死は、一見ぞっとするようなものではない。身体の形や色から、まるで彼らが眠っていたかのように見える。しかし、もし誰かが死体の一部を掴んだ場合、乾燥のため、その部分は手の中に残る。
古代ギリシアの歴史家であるヘロドトスは、シムーンのことを「サハラ砂漠をこえて吹く赤い風」と書いている。また、当時の水夫たちはこれを「血の海」とも呼んでいたという旨書き残している。

## 参考
本稿の英語版原文の一部には、パブリック・ドメインである The Nuttall Encyclopaedia (1907) の文章を含む。